# István Herczeg
István Herczeg (Apátfalva, Austrohongria, 7 de desembre de 1887 – Szatymaz, 3 de juliol de 1949) va ser un gimnasta artístic hongarès que va competir a començament del segle xx.
El 1912 va prendre part en els Jocs Olímpics d'Estocolm, on va guanyar la medalla de plata en la prova del concurs complet per equips del programa de gimnàstica.